# Ernest van der Eyken
Ernest Jozef Leo van der Eyken (Antwerpen, 23 juli 1913 – 6 februari 2010) was een Belgisch componist, dirigent en altviolist.

## Levensloop
Op 5-jarige leeftijd kreeg hij zijn eerst muzikale opleiding aan de muziekacademie in Sint-Truiden. Op 7-jarige leeftijd kwam hij in de notenleerklas van Karel Candael aan het Koninklijk Vlaams Muziek-Conservatorium te Antwerpen. In 1930 behaalde hij zijn eerste diploma bij Jan Broeckx. In 1931 behaalde hij verder het diploma voor altviool bij Napoleon Distelmans. Verdere studievakken aan het Antwerpse conservatorium waren kamermuziek bij Albert van de Vijver, orkestdirectie bij Lodewijk De Vocht, harmonieleer bij Emiel Constant Verrees en Edward Verheyden. Voor contrapunt en fuga studeerde hij privé bij August de Boeck en instrumentatie bij Paul Gilson. Van der Eyken voltooide zijn studies in het vak orkestdirectie bij Clemens Krauss en Joseph Marx aan de Internationale Dirigentenschule te Salzburg, Oostenrijk.
In 1930 debuteerde hij als altviolist in het Groot Symfonie-Orkest van de Wereldtentoonstelling van 1930 te Antwerpen. Verder speelde hij in de bekende grote orkesten van Antwerpen (Orkest van de Koninklijke Vlaamse Opera, Nieuwe Concerten, Orkest van de Dierentuinconcerten alsook diverse kamermuziekensembles). Van 1942 tot 1944 werd hij tot tweede dirigent van de Koninklijke Vlaamse Opera beroepen. In de tijd van 1952 tot 1970 was hij leraar voor viool en kamermuziek aan de muziekacademie te Ekeren.
Hij stichtte het Philharmonisch Kamerorkest te Antwerpen een was eveneens de dirigent. In de jaren 1960 was hij verantwoordelijk muziekredacteur voor de muziekprogramma's van de BRT. Verder dirigeerde hij het Jeugd en muziek-orkest van Antwerpen van 1963 tot 1976 en was verschillende malen gastdirigent van de filharmonieorkest van Antwerpen en van het Orkest van de BRT. In 1977 werd hij lid van de Koninklijke Academie van wetenschappen, letteren en schoone kunsten van België. Hij was ook lid van de beheerraad van de Unie van Belgische Componisten.

## Composities

### Werken voor orkest
- 1936 Overtura buffa, voor kamerorkest
- 1938 Poëma, voor strijkorkest
- 1966 Salmodia accorata, voor kamerorkest
- 1967 Symfonie voor strijkorkest
- 1975 Symfonie nr.2, voor orkest
- 1984 Elegie voor Bieke, voor strijkorkest (in memoriam voor zijn vrouw)
- 1994 Concerto, voor piano en orkest

### Werken voor harmonie- en fanfareorkest
- 1968 Refereynen ende Liedekens
  1. Ik hoorde dees dagen...
  2. Jan Broeder vrijt een meisje zoet
  3. Meisken jong, mijn maegdeken teêr
  4. Kareltje, Kareltje
  5. Het windje dat uyt den oosten waeyt
  6. Een liedeken van den Mey
  7. ...een maegdeken klagen
- 1975 Ricordanza
- 1990 Twee Goya's

### Muziektheater

#### Opera's
| Voltooid in | titel     | aktes | première | libretto   |
| ----------- | --------- | ----- | -------- | ---------- |
| 1963-1966   | Elckerlic |       |          | Luc Vilsen |

### Werken voor orgel
- 2000 Fuga voor orgel

### Koormuziek
- 1945 Three Negro spirituals, voor gemengd koor en piano
- De kinderen van de Soetewey, voor koor met drie gelijke stemmen en verschillende instrumenten

### Kamermuziek
- 1942 Twee melodieën, voor altviool en piano
- 1943 Strijkkwartet, voor 2 violen, altviool en cello
- 1981 Ballata, voor viool of altviool of cello of contrabas en piano
- 1993 Saxofoonkwartet
- 1996 Sonate, voor altviool
- 1997 Klarinettenkwartet, voor vier klarinetten
- 1997 Strijkkwartet Nr. 3, voor 2 violen, altviool en cello
- 1999 Concerto per otto strumenti a vento, voor 1 fluit, 2 hobo's, 2 klarinetten, 2 fagotten en 1 hoorn
- Allerzielen, voor sopraan en piano
- Avondliedeke, voor sopraan en piano